# 111e Coupe Grey
Pour les articles homonymes, voir Coupe Grey.
Match précédent Match suivant
La 111e Coupe Grey est la finale du championnat 2024 de la Ligue canadienne de football (LCF).
Le match a lieu le 17 novembre 2024 au BC Place à Vancouver, en Colombie-Britannique, entre les champions de la division Ouest, les Blue Bombers de Winnipeg, et les champions de la division Est, les Argonauts de Toronto.
C'est la 17e édition jouée à Vancouver, la dernière datant de 2014.
Le match est remporté 41 à 24 par les Argonauts de Toronto, succédant ainsi aux Alouettes de Montréal.

## Organisation de la Coupe

### Divertissement musical
Le chanteur country Owen Riegling a chanté lors du spectacle d'avant-match et l'hymne national canadien a été interprété par Sofia Camara, chanteuse pop.
Le trio pop rock américain Jonas Brothers s'est produit pendant le spectacle de la mi-temps.

### Équipes
Le match met en présence les Blue Bombers de Winnipeg (cinquième Coupe Grey consécutive, 29e de leur histoire) et les Argonauts de Toronto (25e Coupe Grey de leur histoire).
Avant la finale, les Blue Bombers affichaient un palmarès de 12 victoires en Coupe Grey pour 18 victoires aux Argonauts.